# Ісидор (митрополит Київський)
Ісидо́р (грец. Ἰσίδωρος, лат. Isidorus; також Ісидор Київський (лат. Isidorus Kioviensis), Ісидор Тесалонікійський (лат. Isidorus Thessalonicensis, 1385, Салоніки, Візантія — 27 квітня 1463) — візантійський, руський й італійський церковний діяч, богослов і гуманіст.
Митрополит Київський і всієї Русі у 1433-1458. Латинський патріарх Константинополя в 1458-1462. Місцеблюститель престолу Антіохійського патріарха в 1439.
На тлі османської загрози Європі виступав прибічником християнської єдності, унії православ'я і католицизму. Учасник оборони Константинополя в 1453. Брав участь у роботі Флорентійського собору 1438—1442.

## Життєпис
Був греком за походженням і народився у Салоніках.
До 1433 був ігуменом монастиря на ім'я святого Димитрія в Константинополі, брав участь у посольстві імператора на Базельський собор Католицької Церкви (1434), де було ухвалено рішення про скликання спеціального собору для об'єднання Греко-Православної й Католицької Церков.
Після смерті Фотія московський князь послав Іону на висвячення до Констонтинополя. Проте патріарх уже висвятив Ісидора на Київського митрополита. Це породило велику неприязнь Іони та московського духовенства до митрополита.
У Литві в той час управляв православними єпархіями митрополит Гарасим. Висвячення митрополита Ісидора Константинопольським патріархом Іосифом на руську митрополію мало певну мету — схилити русинів (українців і білорусів) і московитів (росіян) до участі в Соборі по об'єднанню Церков. У Москві Ісидор був прийнятий неохоче, тому що на Московську митрополію вже був обраний інший кандидат, з місцевих, якого відправили у Константинополь для возведення в сан.
Прибувши до Москви, Ісидор відразу заговорив про майбутній Собор в Італії й висловив бажання поїхати на нього як представник Київської митрополії. Великий князь Василь II Темний переконував Ісидора не їхати й навіть забороняв йому своєю владою. Нарешті, побачивши завзятість Ісидора, погодився. Однак уже в Юр'єві (Дерпті) Ісидор категорично відстоював свою позицію.
На засіданнях Собору у Феррарі, а потім у Флоренції він був на боці латинян і підписав соборне визначення Церков. Від папи Ісидор одержав сан кардинала й звання «легата від ребра апостольського» для всіх північно-східних країн. Дорогою додому в Буді, Кракові та Львові він повідомляв про з'єднання Церков і проводив літургії в латинських храмах.
У 1441, коли він повернувся з Італії в Москву, перед ним несли латинський хрест. На першій літургії, яку проводив сам митрополит Ісидор у Успенському соборі Кремля, на єктеніях замість східних патріархів поминали папу Євгенія IV. Після закінчення служби архідиякон став читати з амвона визначення Флорентійського Собору. Прихожани мовчали, частина монахів перейшла у ряд оглашенних, але Великий князь Василь II Темний виступив із викривальним словом. Він назвав Ісидора вовком-хижаком, лжепастирем, єретиком, згубником християнських душ і наказав ув'язнити його в Чудівський монастир. Потім скликав Собор ієрархів для розгляду Флорентійських соборних постанов. Вони були визнані супротивними Православному вченню, а Ісидор був проклятий як єретик. Було вирішено припинити служіння літругії з греками (яких відтепер і надалі вважали уніатами), закликати Ісидора до каяття й виправлення, але марно: Ісидор твердо стояв на позиціях єдності з католиками. Зрештою, через те, що на боці митрополита стояв і константинопольський патріарх Митрофан, ситуація зайшла в глухий кут. Врешті-решт Ісидорові вдаося втекти з-під варти і він подався у Твер, а звідти через Литву дістався в Рим, де посів належне йому місце в раді кардиналів. Після втечі Ісидора Собор ієрархів обрав митрополитом Йону, що стало початком заснування автокефальної Московської митрополії.
Ісидор був учасником оборони Константинополя в 1453. Під час перебування у Константинополі короткий час був Патріархом Константинопольським (як Ісидор ІІ). Після падіння Константинополя втік з полону та повернувся до Риму. Тут він дістав на своє утримання титул кардинала-єпископа Сабіни (Diocese of Sabina-Poggio Mirteto).
1458 року Римський Папа Пій II надав йому титул латинського архієпископа Кіпру. Після смерті в 1459 патріарха константинопольського Григорія ІІІ Мамми (який помер у вигнанні в Римі, оскільки Константинополь в 1453 захоплений османами), на його місце патріархом константинопольським (унійним) обраний Ісидор, який роком раніше відмовився від свого титулу митрополита Київського та всієї Русі, а на його місце митрополитом був призначений його учень Григорій II Болгаринович.
З жовтня 1461 був деканом Священної Колегії кардиналів.
Помер у Римі, за одними джерелами, 27 квітня 1463, за іншими — 1472. Похований у Ватиканській базиліці.
Це був останній митрополит, обраний і поставлений для всієї Русі в Константинополі. Після цього московська митрополія відділилась від київської, і в Москві почали обирати митрополитів без погодження та благословення в патріарха.
У 1458 Константинопольський патріарх реорганізував Київську митрополію та надав українським митрополитам титул Київські, Галицькі та всієї Русі.

## Образ у кінематографі
- Конклав (фільм, 2006)